# Graphviz
Graphviz (Graph Visualization Software) は AT&T研究所が開発したオープンソースのツールパッケージであり、DOT言語で記述されたグラフ構造（ノードとエッジから成るネットワーク構造）を描画する。パッケージにはアプリケーションソフトウェアからツールを使うためのライブラリも含まれる。GraphvizはEclipse Public Licenseライセンスで提供される自由ソフトウェアである。

## アーキテクチャ
Graphvizはグラフ記述言語であるDOT言語に基づいており、DOTファイルを生成・編集する以下のツール群からなる。
dot有向グラフをレイアウトして各種ファイル形式（PostScript、PDF、SVGなど）を生成するコマンドラインツール
neatodot の無向グラフ版
twopi放射状のレイアウト用
circo環状のレイアウト用
fdpもうひとつの無向グラフ用レイアウトツール
dottyグラフを視覚化して編集可能としたグラフィカルユーザインタフェース (GUI)
leftyDOTグラフを描画するためのプログラム可能なウィジェット。ユーザーがマウスを使ってそれらを操作できる。つまり、グラフを使った Model View Controller型 GUI で利用可能である。

## 応用
- lisp2dot - LISPプログラムをDOT言語に変換する。遺伝的プログラミングでの利用を意図して設計された。
- Doxygen - C++やJava、Pythonと連携してGraphvizを使ったクラスの継承関係の図を描画する
- GraphViz - MediaWiki Graphviz Extension
- MoinMoin wiki GraphViz Extension
- Linguine Maps Java API to Graphviz
- UMLGraph 宣言的記述からUMLのクラス図とシーケンス図を作成する
- Friend Explorer Graphviz と Facebook APIを使って社会的ネットワークを描画する
- OmniGraffle (オムニグラフ 5) Graphviz-ベースのレイアウトエンジンを搭載し、関係図をGUI環境で作成する